# Nemanjićové

Znak Nemanjićů

Nemanjićové (srbsky Немањићи/Nemanjići) byl srbský středověký panovnický rod vládnoucí v letech 1166–1371. Jeho zakladatelem byl Štěpán Nemanja a posledním vládcem Štěpán Uroš V. Z této dynastie pocházelo celkem jedenáct srbských vladařů, mimo jiné také Štěpán Dušan, který rozšířil území srbského státu na úkor byzantské říše až téměř k Peloponésu, či Rastko Nemanjić, známý spíše pod názvem Svatý Sáva, srbský patron a zakladatel srbské pravoslavné církve. Za vlády Nemanjićů získalo středověké Srbsko největší moc a vliv. Srbští vladaři této dynastie získali roku 1217 nejprve v osobě Nemanjova syna Štěpána Prvověnčaného královský titul a předposlední Nemanjić, Štěpán Dušan, se stal v roce 1345 dokonce carem.

## Původ a příbuzenstvo

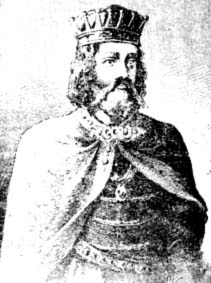
Štěpán Nemanja

Zakladatel dynastie Štěpán Nemanja pocházel z vedlejší větve předchozí srbské dynastie Vukanovićů, která sama byla vedlejší větví rodu Vojislavljevićů.
Syny Štěpána Nemanji se rod rozdělil do dvou větví starší Vukan, který vládl v oblasti Zety, se stal pra-pradědem princezny Milici, která se provdala za Lazara Hrebeljanoviće. Ten se po vymření Nemanjićů stal nejprve knížetem a později carem srbským. Spolu měli mimo dalších potomků syna Štěpána (stal se otcovým nástupcem) a dcery Jelenu, Maru a Draganu. Jelena se stala ženou Đurađa II. Balšiće a měli spolu jediného syna Balšu III. Dragana se stala ženou bulharského cara Ivana Šišmana, ale pár zůstal bez potomků. Princezna Mara se stala ženou Vuka Brankoviće, který ovládal území Sandžaku, Metochie, Kosova a severní Makedonie. Spolu měli syna Durada přes kterého pokračovala srbská královská linie a stal se nárokovatelem srbského trůnu. Skrze Đurađovi potomky žijí potomci knížete Lazara Hrebeljanoviće i Vukana Nemanjiće v evropských panovnických a šlechtických rodinách včetně srbské královské dynastie Karađorđevićů.
Mladší syn Štěpána Nemanji se stal srbským králem Štěpánem I. Jeho potomci poté vládli v Srbsku jako králové a od roku 1346 jako carové až do roku 1371, kdy rod Nemanjićů vymřel. Štěpán Dragutin vnuk Štěpána I. měl dceru Jelisavetu (Alžbětu), která byla ženou bosenského bána Štěpána I. Kotromaniće. Jejich starší syn Vladislav se stal otcem bosenského krále Tvrtka, zatímco mladší Štěpán II. byl otcem Kateřiny, jejíž potomci žijí ve většině evropských královských rodů (včetně srbské královské dynastie Karađorđevićů) a jsou tak potomky srbské dynastie Nemanjićů a bosenských Kotromanićů. Panovníci z rodu Nemanjićů během své vlády rozšířili svou moc z Rašky, regionu na jihozápadě dnešního Srbska až na sever k Dunaji a na jihu až ke Korintské šíji. Své území rozšiřovali nejen válkami, ale také sňatkovou politikou s okolními vládci. Během vlády posledního Nemanjiće Štěpána Uroše V. začala Srbská říše vlivem slabé vlády a osmanských výbojů upadat. Krátce po bitvě na Marici roku 1371, v níž Turci zvítězili nad srbským vojskem zemřel car Štěpán Uroš V. a oslabený stát se rozpadl na několik knížectví, které byly roku 1389 poraženy osmanským vojskem v bitvě na Kosově poli.
Rastko Nemanjić nejmladší syn Štěpána Nemanji, známý spíše jako Svatý Sáva se stal zakladatelem srbské pravoslavné církve.

## Rodokmen

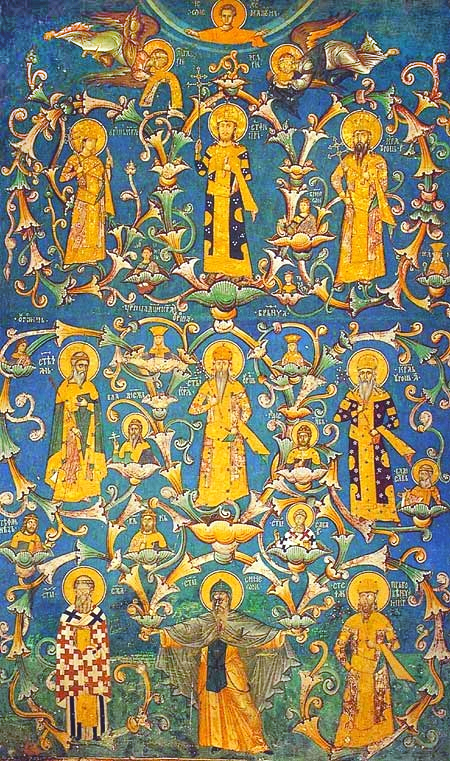
Panovníci z rodu Nemanjićů, freska z kláštera Visoki Dečani.

## Seznam vládců
- Štěpán Nemanja (1166–1196)
- Štěpán I. Prvověnčaný (1196–1227), od 1217 srbský král
- Štěpán Radoslav (1227–1234)
- Štěpán Vladislav (1234–1243)
- Štěpán Uroš I. (1243–1276)
- Štěpán Dragutin (1276–1282)
- Štěpán Uroš II. Milutin (1282–1321)
- Štěpán Uroš III. Dečanský (1321–1331)
- Štěpán Uroš IV. Dušan (1331–1355), od 1345 srbský car
- Štěpán Uroš V. (1355–1371)